# Расстрел в Шелл-Хауз
Расстрел в Шелл-Хауз — инцидент, который произошел в штаб-квартире Африканского национального конгресса (АНК), в центре города Йоханнесбург 28 марта 1994 года.

## Ход событий
28 марта 1994 года, более 20000 агрессивно настроенных сторонников Партии свободы Инката окружили офис АНК.
Охранники офиса открыли огонь, убив по некоторым данным от девятнадцати до пятидесяти трех человек. Охрана офиса утверждала, что сторонники партии Инката штурмовали здание. Президент АНК Нельсон Мандела заявил, что им был отдан приказ защищать офис, даже если потребуется убивать людей.